# 花園町 (北秋田市)
花園町（はなぞのちょう）は、秋田県北秋田市鷹巣地域にある地名。郵便番号は018-3312。住居表示実施済み。

## 地理
北秋田市中心市街地に位置し、鷹巣銀座通り商店街・米代児童公園や鷹巣年金事務所・市役所などの公共施設がある。
北端を東西に秋田県道102号大館鷹巣線が、西端を南北に都市計画道路「駅前陣場岱線」が、南端を東西に秋田北鷹高校と北秋田市消防本部方面を結ぶ「農林高校中岱線」が通る。
北は材木町、東は旭町、南は東横町、西は住吉町に隣接する。

## 歴史
当地域は昔から花畑として親しまれていて、住居表示実施以前に、通称名として花園町は存在した。
1979年8月27日に住居表示審議会で寿町と答申が出たが、住民の変更請求により花園町に修正され、1981年10月1日に住居表示が実施された。

### 沿革
- 1981年（昭和56年）10月1日 - 住居表示実施[1]に伴い、鷹巣字東鷹巣の中央北部と鷹巣字北鷹巣の南東側区域[6]をもって花園町が設置される。
- 2010年（平成22年）3月31日 - 北秋田市民病院の指定管理者となることから、北秋中央病院が閉院する。
- 2016年（平成28年）4月30日 - 北秋中央病院跡地に、北秋田市民ふれあいプラザ「コムコム」がオープンする。

## 世帯数と人口
2020年（令和2年）10月1日現在の世帯数と人口は以下の通りである。
| 町丁   | 世帯数  | 人口   | 人口   | 人口   |
| 町丁   | 世帯数  | 男     | 女     | 計     |
| ------ | ------- | ------ | ------ | ------ |
| 花園町 | 117世帯 | 144 人 | 145 人 | 289 人 |

### 世帯数と人口の変遷
国勢調査による世帯数と人口の推移。
| 1995年（平成07年） | 184世帯 |  |  | 473人 |  |  |
| 2000年（平成12年） | 160世帯 |  |  | 407人 |  |  |
| 2005年（平成17年） | 144世帯 |  |  | 396人 |  |  |
| 2010年（平成22年） | 134世帯 |  |  | 358人 |  |  |
| 2015年（平成27年） | 117世帯 |  |  | 287人 |  |  |
| 2020年（令和02年） | 117世帯 |  |  | 289人 |  |  |

## 小・中学校の学区
市立小・中学校に通う場合、学区は以下の通りとなる。
| 街区 | 小学校               | 中学校               |
| ---- | -------------------- | -------------------- |
| 全域 | 北秋田市立鷹巣小学校 | 北秋田市立鷹巣中学校 |

## 交通

### 鉄道
最寄り駅は松葉町にあるJR東日本奥羽本線・鷹ノ巣駅と隣接する秋田内陸縦貫鉄道秋田内陸線・鷹巣駅である。

### 道路

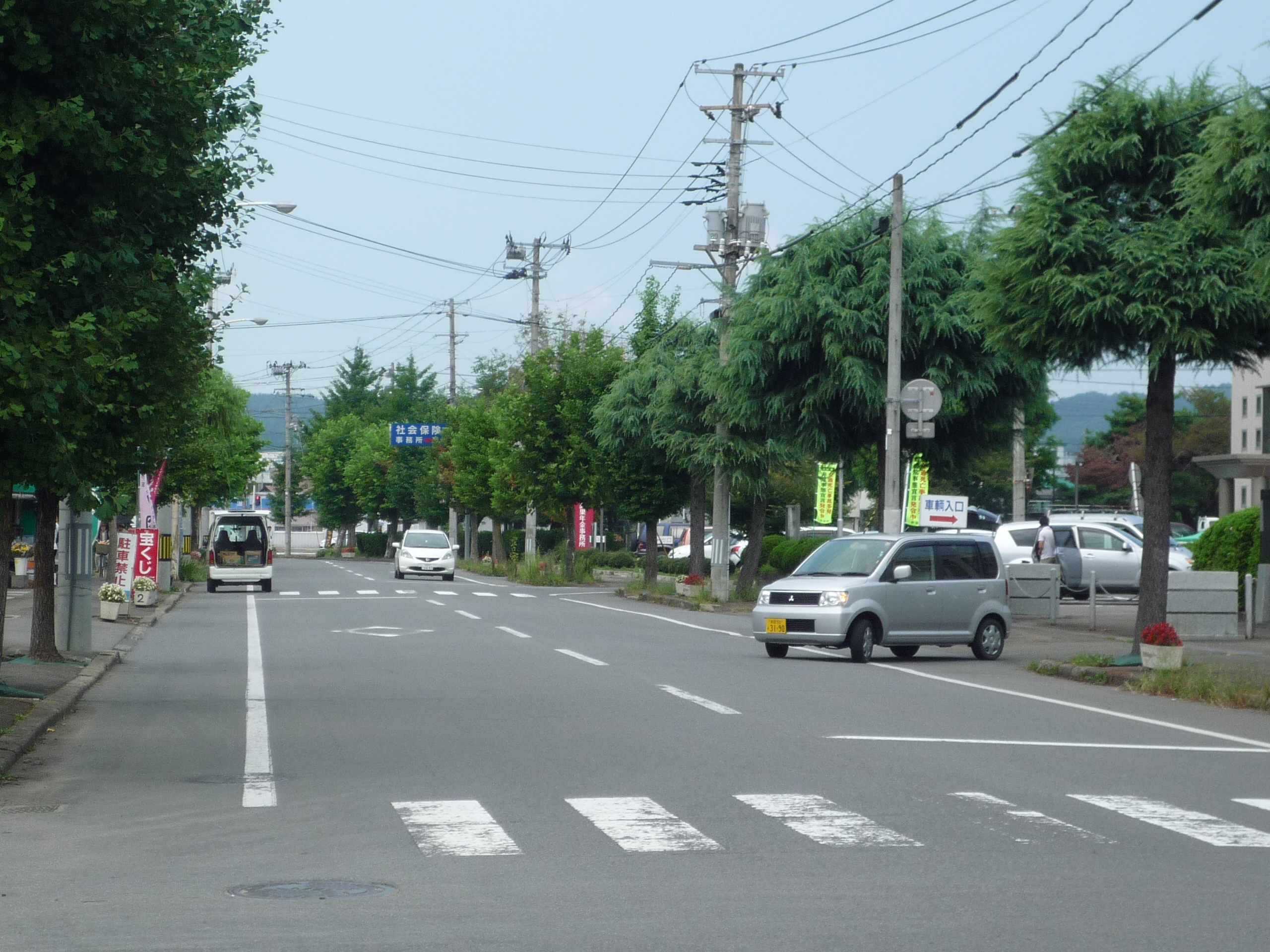
農林高校中岱線 市役所前

- 秋田県道102号大館鷹巣線
- 都市計画道路
  - 駅前陣場岱線（幅員18m）
  - 農林高校中岱線（幅員18m）

### バス
北秋田市民ふれあいプラザ前バス停
- 路線バス（秋北バス）
- 鷹巣市街地循環バス

## 施設

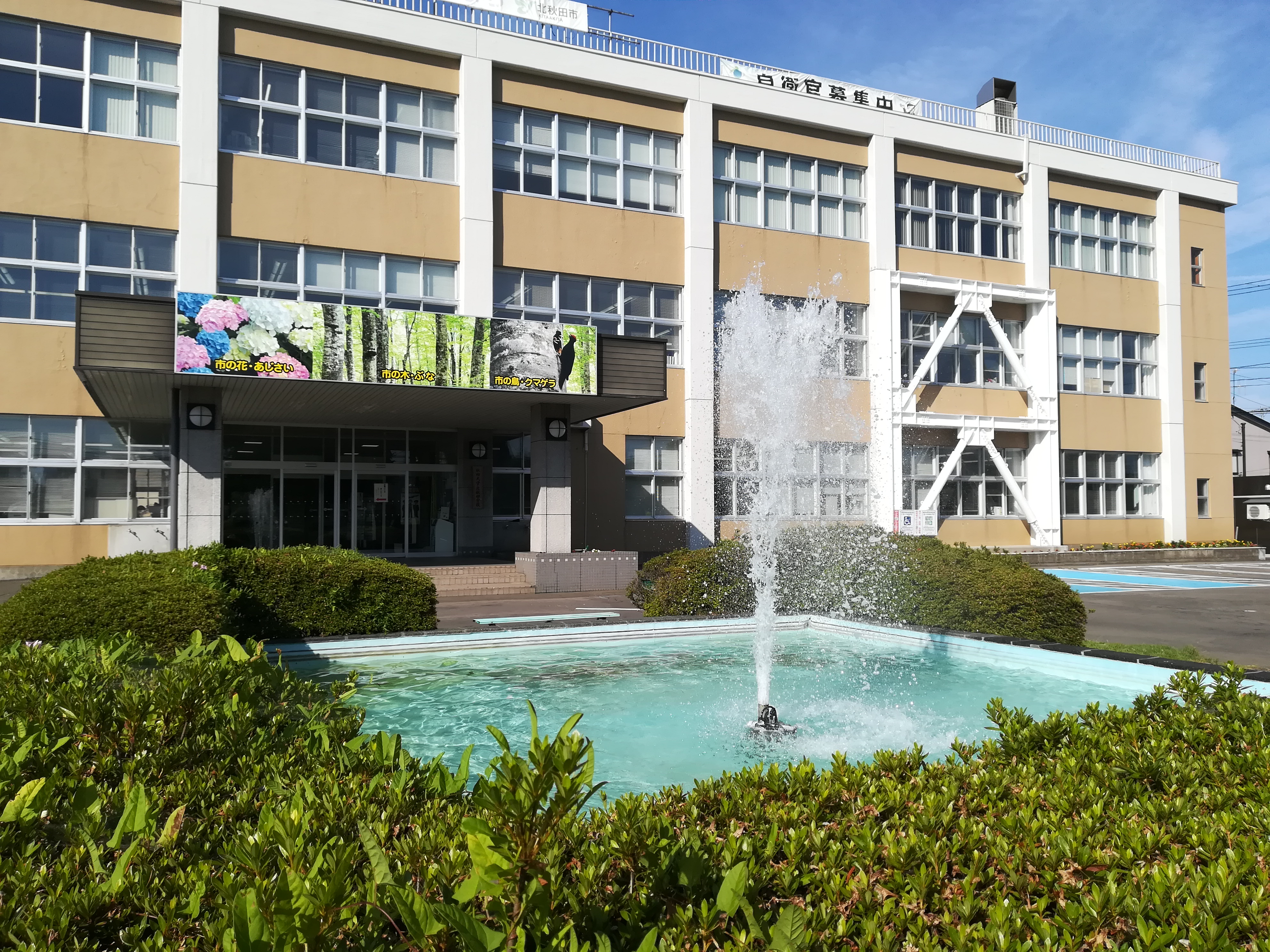
北秋田市役所 本庁舎・第2庁舎
- 小林眼科医院
- 加賀谷歯科医院
- 北秋調剤薬局 鷹巣店
- たかのす・ひかりタクシー
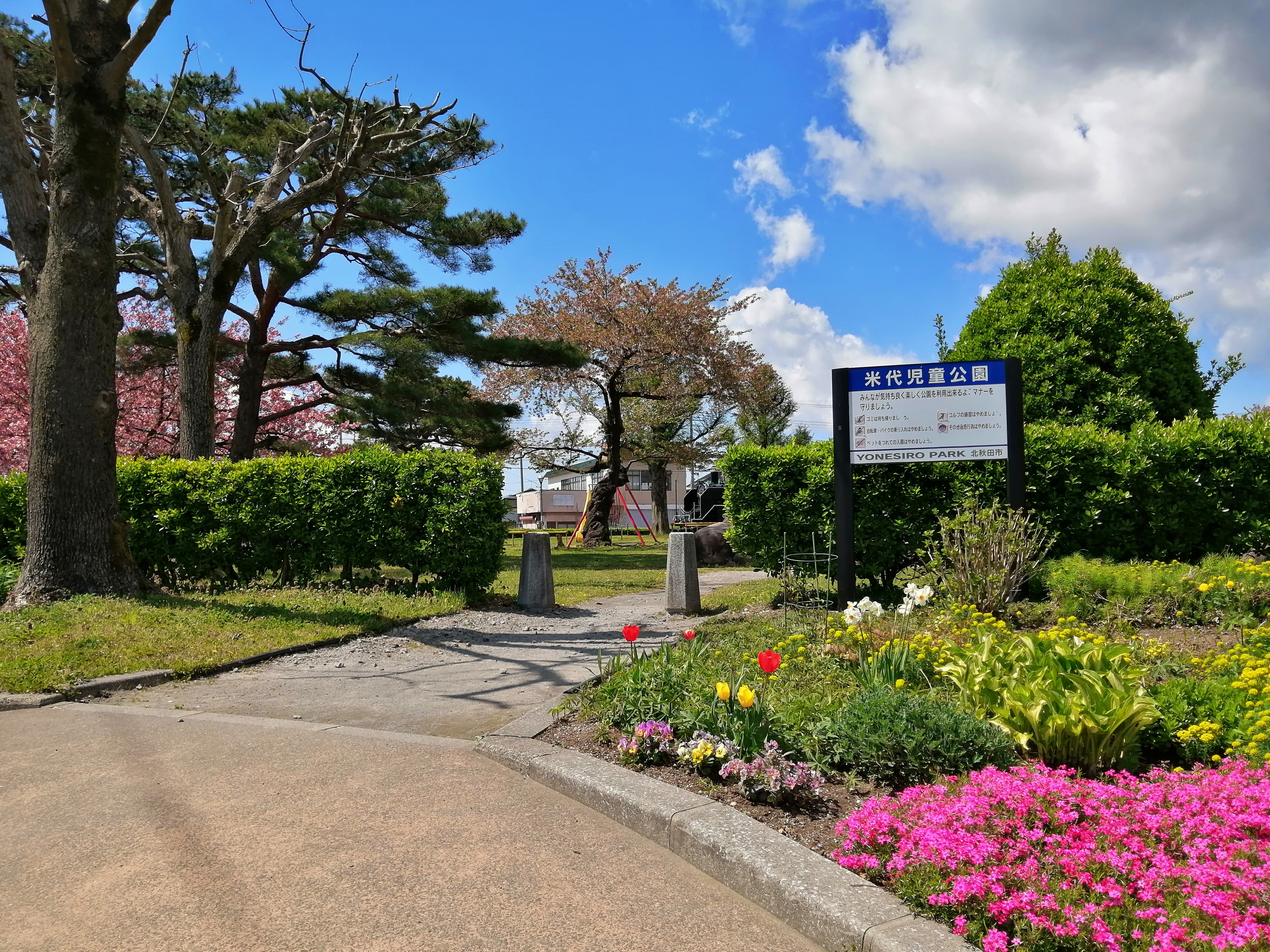
米代児童公園
- 秋田銀行 鷹巣支店
- 北鹿新聞社 北秋田支局
- NTT東日本 鷹巣ビル
- 北秋田市社会福祉協議会
- 日本年金機構 鷹巣年金事務所
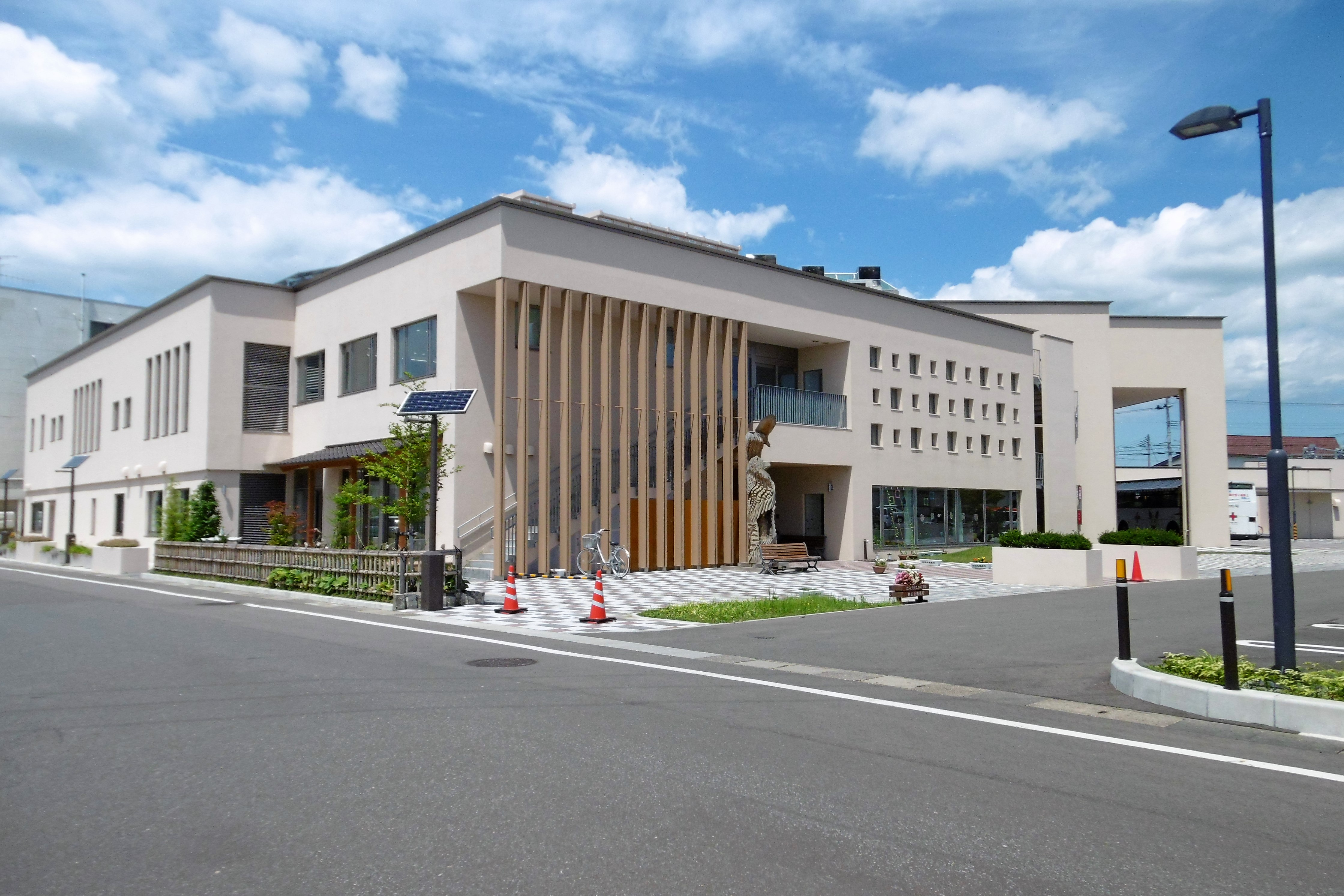
北秋田市民ふれあいプラザ（コムコム）
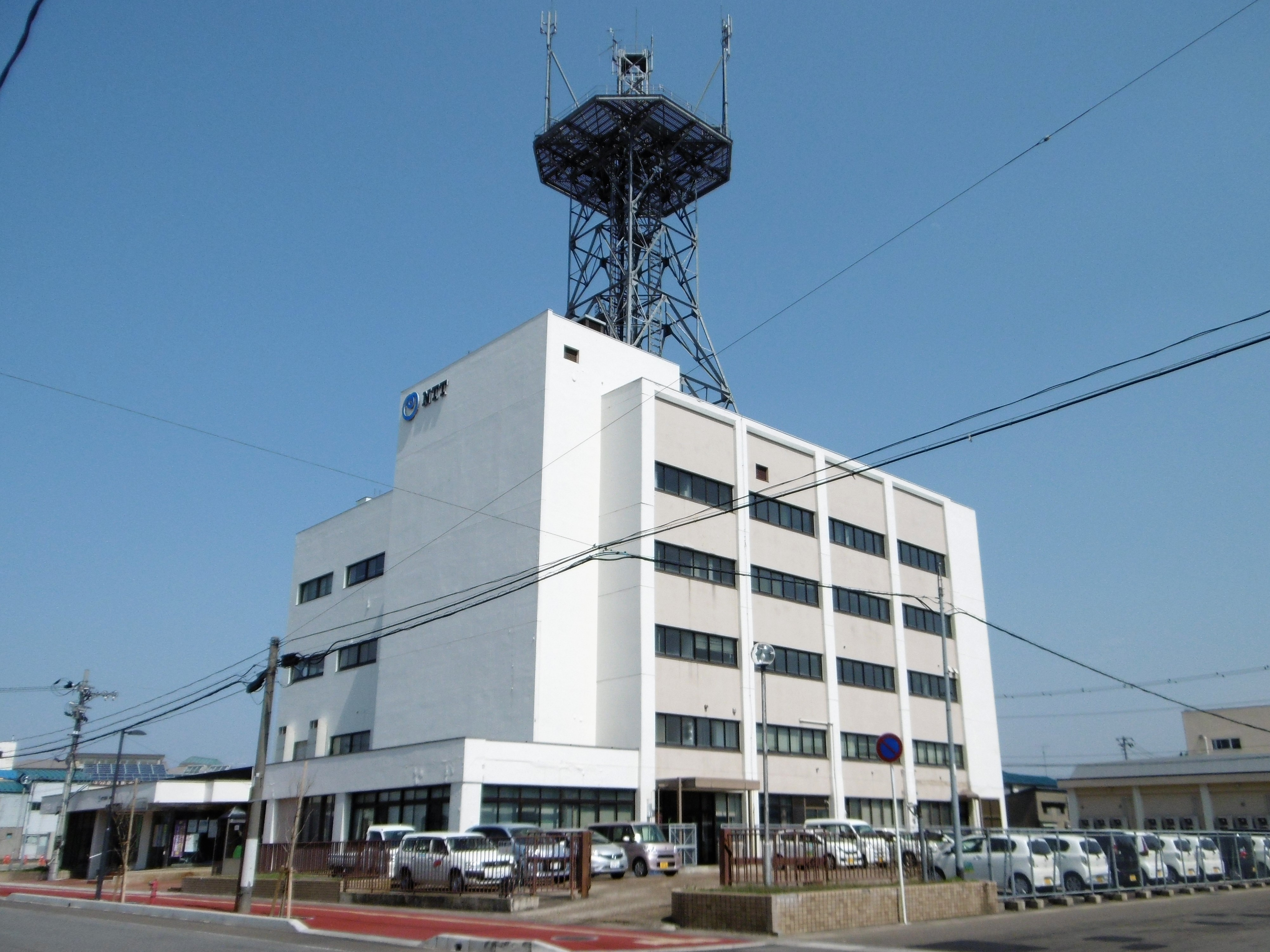
NTT鷹巣ビル

かつて存在した施設
- 鷹巣営林署
- 北秋中央病院
- 鷹巣町立鷹巣小学校
- 秋北バス 鷹巣営業所
- 大館公共職業安定所 鷹巣出張所
- 東北農政局北秋田統計・情報センター

- 北秋田市役所 本庁舎
- 米代児童公園
- 北秋田市民ふれあいプラザ（コムコム）
- NTT鷹巣ビル